# SN 2011jk
SN 2011jk – supernowa typu II P, odkryta 27 listopada 2011 roku w galaktyce UGC 3843. W momencie odkrycia, miała maksymalną jasność 19,2m.